# 村岡圭三
村岡 圭三（むらおか けいぞう、1936年 -）は日本の推理作家。秋田県生まれ。
1957年、日本大学文学部卒。1976年、探偵小説専門誌『幻影城』の第1回幻影城新人賞小説部門で短編「乾谷（ワディ）」が入選となり、デビューした。第1回の小説部門では、ほかに佳作として泡坂妻夫、田中文雄が選ばれている。
幻影城新人賞の受賞者を中心に結成された「影の会」のメンバー。デビュー作を含め、『幻影城』に4短編が掲載されている。
1997年8月刊行の『甦る「幻影城」Ⅰ 新人賞傑作選』（角川書店）では、著作権者との連絡が取れない旨が記されている。

## 作品リスト
幻影城
- 乾谷（ワディ） （No.15、1976年3月号） - ワディは、アラビア語で涸れ川を表す。ワジとも表記される。乾谷（Gāngǔ）は「ワジ」の中国語での表記。
  - 『甦る「幻影城」Ⅰ 新人賞傑作選』（1997年8月、角川書店 カドカワ・エンタテインメント）
- 風紋 （No.17、1976年5月号）
- 禁色 （No.30、1977年5月号）
- サボテン （No.43、1978年5月号）

その他
- 帝王のパター （『小説コットン』）
- ネフェルトの誘拐 （『コットン』）